# A prima vista
A prima vista (At First Sight) è un film del 1999 diretto da Irwin Winkler, e interpretato da Val Kilmer e Mira Sorvino.

## Trama
Virgil è un massofisioterapista in una clinica termale. Amy è un architetto in carriera che s'innamora di lui e vuole che riacquisti la vista che aveva perso all'età di tre anni a causa di una grave malattia agli occhi. Trova via Internet un bravo oculista e lo convince all'operazione nonostante l'opposizione della sorella che lo ha allevato dopo la scomparsa dei genitori. L'operazione riesce ma Virgil si trova completamente a disagio nel mondo dei colori e della parola scritta. I problemi aumentano quando si profila un ritorno alla cecità totale.

## Ispirazione
Il film si basa su una storia vera, quella di Shirl Jennings, narrata da Oliver Sacks nel racconto Vedere e non vedere, raccolto nel volume Un antropologo su Marte, che narra di un uomo di 45 anni divenuto cieco all'età di tre anni circa, a seguito di una malattia. Il fatto che vedesse ancora alcune luci fece pensare ai medici che i problemi di Shirl non fossero causati da una retinite pigmentosa che aveva intaccato completamente le sue potenzialità visive, bensì fossero conseguenti alla persistenza di due spesse cataratte.
L'operazione che fu eseguita (dapprima sull'occhio destro) confermò tale ipotesi. Infatti, una volta rimosse le cataratte e sostituito il cristallino con uno artificiale, Shirl riprese a vedere, salvo perdere nuovamente la vista circa un anno dopo a causa di una malattia pneumologica. Shirl Jennings passò il resto della sua vita ad aiutare persone non vedenti e diventò un artista nella città di Atlanta, dove visse fino alla morte con la moglie Barbara.